# Luca Antonio Falcone
Santo Ângelo de Acre (em italiano: Angelo d'Acri; nascido como Luca Antonio Falcone; 19 de outubro de 1669 - 30 de outubro de 1739), era um sacerdote católico romano italiano e membro professo da Ordem Franciscana dos Frades Menores Capuchinhos em Cosenza. Falcone teve um apelo difícil à vida religiosa após várias entradas e saídas na ordem e mais tarde serviu como um famoso pregador em cidades do sul da Itália, como Catanzaro e Salerno, depois que seus primeiros sermões atraíram poucos seguidores. Ele foi intitulado "Anjo da Paz" e "Apóstolo do Sul".
Falcone ficou conhecido pelos êxtases durante a celebração da missa e por converter os corações de milhares quando passava a pregar. O frade possuía os dons da visão e da bilocação e foi convidado a pregar na região napolitana a pedido do cardeal Francesco Pignatelli.
Ele recebeu a beatificação do Papa Leão XII em 18 de dezembro de 1825, após ser intitulado Servo de Deus em 1778 pelo Papa Pio VI e Venerável pelo Papa Pio VII em 17 de junho de 1821. Ele é patrono da Acri e dos missionários. O Papa Francisco aprovou sua canonização e foi determinado em uma reunião de cardeais em 20 de abril de 2017 que Falcone seria nomeado santo; a canonização foi celebrada na Praça de São Pedro em 15 de outubro de 2017.

## Vida
Luca Antonio Falcone nasceu em Cosenza em 19 de outubro de 1669, filho de Francesco Falcone e Diana Enrico - pais pobres de origem humilde e piedosa. Ele tinha um tio que era padre. Falcone recebeu o sacramento da Confirmação em 24 de junho de 1674.
Em 1684, o encontro com um frade carismático - Antonio da Olivadi - dos franciscanos revelou-se decisivo para ele na concretização e prossecução do seu chamado à vida religiosa. Foi admitido na Ordem dos Frades Menores Capuchinhos em 1687 e vestiu o hábito em 1688, mas poucos meses depois voltou para casa depois de a vida rigorosa o assustar. Naquela época, ele acreditava que estava sendo chamado para se estabelecer e entrar no sacramento do casamento, em vez de seguir a vida religiosa; seu tio padre encorajou essa crença. Ele decidiu que isso não era para ele e voltou em 8 de novembro de 1689, mas - depois de ficar com medo mais uma vez - fugiu de volta para casa. De joelhos diante de um crucifixo, ele implorou: "Ajude-me com sua graça!" Solicitou a readmissão pela terceira e última vez em 12 de novembro de 1690 e iniciou o noviciado. Seus estudos teológicos duraram de 1695 até 1700.
Fez o noviciado em 12 de novembro de 1691, às 18 horas, e fez a profissão ao noviço mestre Giovanni d'Orsomarso, sendo elevado ao diaconato em 18 de dezembro de 1694. Foi ordenado ao sacerdócio na Catedral de Cassano all'Jonio em 10 de abril de 1700. Ele consagrou cada hora como sacerdote a algum aspecto da Paixão de Jesus Cristo. Ele dirigiu um sermão da Quaresma em 1702 na cidade de San Giorgio Morgeto a pedido de seu provincial e começou a se dirigir a seu povo, mas não conseguia se lembrar com o que deveria continuar e foi forçado a deixar o púlpito confuso.
O cardeal arcebispo de Nápoles Francesco Pignatelli logo soube das proezas de Falcone em 1711 e o chamou para pregar em Nápoles e nas áreas vizinhas que compunham a arquidiocese. Ele lutou com seus três primeiros sermões - que acabaram sendo infelizes - com pessoas rindo dele no primeiro e quase ninguém nos dois seguintes. O pároco preocupado implorou a Pignatelli para encontrar outro, mas o cardeal recusou e confiou em Falcone. No quarto sermão, mais pessoas apareceram e no final ele pediu ao povo que voltasse seus corações e mentes para alguém que logo morreria entre eles; à medida que as pessoas iam embora, um homem conhecido morreu de derrame - que liderou à oposição à sua pregação - levando a que seus sermões aumentassem em número. Superar esse desafio fez com que ele se tornasse um pregador famoso e procurado. As pessoas o pediam de todas as cidades do sul da Itália e era conhecido pela conversão do coração de milhares de pessoas; ele pregou em lugares como Taranto e Montecassino.
Sua pregação rendeu-lhe os dois apelidos de "Anjo da Paz" e "Apóstolo do Sul". Ele serviu como pai provincial de 1717 até 1720 e foi feito visitante geral em 1735; ele serviu como mestre de noviços várias vezes. Falcone possuía dons proféticos, além de ser capaz de receber visões enquanto possuía bilocação e podia ver as almas dos homens no sacramento da confissão. Em 1724 ele iniciou a construção do convento de Cappuccinelle, que foi inaugurado em 17 de junho de 1726.
Falcone morreu em 30 de outubro de 1739 no convento em que estava estacionado em Cosenza; ele havia ficado cego seis meses antes, mas recuperou a visão o suficiente para continuar a recitar o Ofício Divino e celebrar a Missa. Seus restos mortais foram transferidos na década de 1890 para a Basílica del Beato Angelo d'Acri - uma igreja construída em sua homenagem.

## Canonização
O processo de beatificação começou na diocese local em 10 de outubro de 1744, enquanto a introdução formal da causa foi feita pelo Papa Pio VI em 22 de maio de 1778. O processo culminou em 17 de junho de 1821, quando o Papa Pio VII nomeou Falcone como Venerável, depois de confirmar que o falecido frade realmente viveu uma vida modelo de virtude heróica.
O reconhecimento de três milagres atribuídos à sua intercessão em 20 de novembro de 1825 permitiu que o Papa Leão XII presidisse sua beatificação em 18 de dezembro de 1825. Os milagres envolvidos:
- a cura de Marianna Bernaudo de Bisignano
- a cura de Pietro Sacco de Bisignano
- a cura de Francesco Sirimarco de Sant'Agata d'Esaro

O quarto milagre - aquele que seria definitivo para a plena santidade - foi investigado em um processo diocesano de 14 de março de 2014 até 15 de dezembro de 2014, antes de receber a validação da Congregação para as Causas dos Santos algum tempo depois. Peritos médicos que aconselham a CCS se reuniram para discutir este milagre (depois de cinco sessões anteriores de outros médicos examinando-o) aprovaram o milagre em 15 de dezembro de 2016. Os teólogos também aprovaram isso algum tempo depois, assim como a CCS, antes de ser levado ao papa para sua aprovação. O Papa Francisco aprovou este milagre em 23 de março de 2017, confirmando assim que Falcone será canonizado em 2017; a data foi formalizada em uma reunião de cardeais em 20 de abril.
Falcone foi proclamado santo no dia 15 de outubro de 2017 na Praça de São Pedro.